# Eumacrodes gracilis
Eumacrodes gracilis är en fjärilsart som beskrevs av W. Warren 1905. Eumacrodes gracilis ingår i släktet Eumacrodes och familjen mätare. Inga underarter finns listade i Catalogue of Life.